# Osmany Diversent
Osmany Diversent Martínez (ur. 18 kwietnia 2002) – kubański zapaśnik walczący w stylu wolnym. Brązowy medalista igrzysk panamerykańskich w 2023. Triumfator igrzysk Ameryki Środkowej i Karaibów w 2023. Wygrał igrzyska panamerykańskie młodzieży w 2021. Pierwszy na mistrzostwach panamerykańskich juniorów w 2021 roku.